# Maarja-Liis Ilus
Maarja-Liis Ilus (kunstnernavn: Maarja) (født 24. december 1980 i Tallinn, Estiske SSR, Sovjetunionen) er en estisk sangerinde og musiker der har opnået en vis succes i flere europæiske og asiatiske lande om ofte omtales som den første estiske solo-sangerinde der har opnået international succes. Ilus har også to gange repræsenteret Estland ved det europæiske melodigrandprix. Hun har desuden siden 1999 været udnævnt som UNICEF Goodwill-ambassadører.
Ilus musikkarriere startede tidligt. Allerede fra 4-årige begyndte hun at have roller i estiske børnemusicals. Efter tidligt at have opnået en del erfaring, debuterede hun i 1996 med albummet Maarja – som hun opnåede en vis succes med i Estland. Rigtig national berømmelse opnåede hun dog først senere samme år med deltagelse i Estisk Melodi Grand Prix, hvor hun optrådte med to sange: "Kaelakee Hääl" og "Kummalisel Teel", den sidste i duet med den estiske sanger Ivo Linna. Ilus og Linna vandt den estiske melodigrandprix og fortsatte til det international grad prix i 1996 hvor de blev nummer fem – men med maksimumpoints fra flere skandinaviske lande. Som følge af optræden i grad prix fik hun en kontrakt fra det amerikanske pladeselskab Geffen Records.
I 1997 vandt Ilus igen i den estiske melodigrandprix. Denne gang med sangen "Keelatud Maa". Ilus kom dette år på en ottende plads i det international grad prix. Deltages hjalp med til at gøres hendes navn kendt i Estland og hendes næste plade, First In Line' fra den 28. august 1998, blev en succes i Estland. Pladen blev også udgivet internationalt, hvor den toppede albumlisten i Japan og blev spillet meget i Tyskland, Sverige, Norge og Danmark. Med pladen blev hun indtil da Estlands mest succesfulde musiker nogensinde. Hun havde dog ikke meget held med at slå igennem i USA, hvor hendes album ikke formåede at komme på Bilboardlisten. Ilus udgav samme år den estisksprogede plade Kaua Veel – med hvilke hun vandt den estiske pris: "Årets kvindelige sangerinde".
I 2001 udgav Ilus albummet City Life, hvilke igen opnåede en vis succes i Estland – men ikke kunne gentage den internationale succes fra det foregående album First In Line. I 2003 deltog hun i det det svenske melodigrandprix med sangen "He is Always On My Mind", men nåede ikke længere end til semifinalen.
Ilus har siden 2004 arbejdet på projekter med smooth jazz. Med jazzgruppen Hinkus og sunget på Tõnu Raadiks Flow of Dreams album. Hun har også indspillet en duet med den lettiske sanger Lauris Reiniks, som i 2005 blev et hit i både Estland og Letland.

## Diskografi
Albummer
- Maarja-Liis (1996)
- First In Line (1998)
- Kaua Veel (1998)
- First In Line (1998) Japan
- Heart (1998) Japan
- City Life (2001)
- Look around (2005)
- Läbi jäätunud klaasi (2006)
- Homme (2008)
- Jõuluingel (2009)
- Kuldne põld (2012)

Singler
- First in Line (1996)
- Hold Onto Love (1998)
- Hold Onto Love (1998) Japani
- All the Love You Needed (2001)
- He Is Always On My Mind (2003)
- Tulilinnud (2015)
- Nii sind ootan (2015)